# 栗鸮属
栗鸮属（学名Phodilus）是鸟纲鸮形目草鸮科中的一个属，包括栗鸮和斯里兰卡栗鸮两种。